# Arnold Landvoigt
William Arnold Landvoigt (* 6. Februar 1879 in Washington, D.C.; † 15. Dezember 1970 ebenda) war ein deutschstämmiger Rugbyspieler und Leichtathlet.

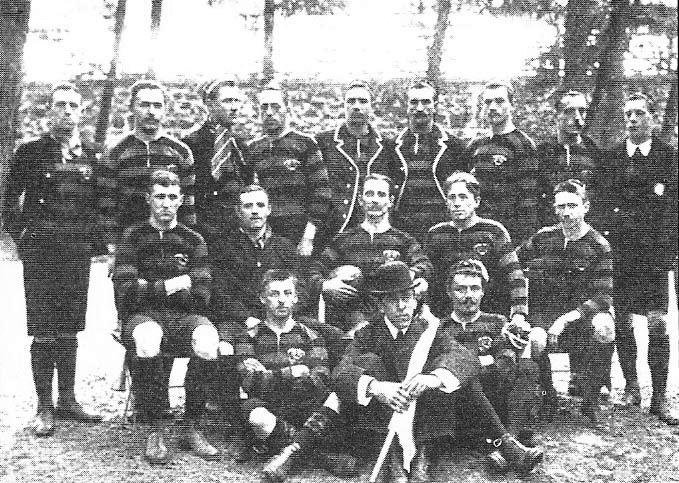
Das deutsche Team bei den Olympischen Spielen 1900
v. l. n. r. oben: Beiler (Ersatz), Poppe, R. Ludwig, Hofmeister, Latscha, Müller, Wenderoth, Stockhausen, Kreuzer
mitte: E. Ludwig, Reitz, Amrhein, Landvoigt, Herrmann
unten: Betting, unbekannt, Schmierer

Arnold Landvoigt ging in Heidelberg auf die englischsprachige Internatsschule Neuenheim College. 1899 gewann er in Straßburg die deutsche Meisterschaft im 100-Meter-Lauf in 11,0 Sekunden. Als Flügelspieler im Rugby wirkte er beim Fußballclub Frankfurt mit. Dieser Verein stellte bei den Olympischen Spielen 1900 in Paris eine um zwei Stuttgarter erweiterte Rugbymannschaft, die am 14. Oktober 1900 ein Spiel gegen die französische Auswahl bestritt und mit 27:17 verlor. Weil der Wettbewerb durch das IOC offiziell dem Programm der Olympischen Spiele 1900 zugerechnet wurde, werden die Mitglieder der Rugbymannschaft als Olympiazweite geführt. Landvoigt wirkte am 4. November 1900 im ersten Rugby-Auswahlspiel Nord gegen Süd auf der Kasseler Carls-Aue in der Süd-Auswahl mit, die Nordauswahl gewann mit 11:3.
Landvoigt studierte Cello und spielte nach seiner Rückkehr in die Vereinigten Staaten zusammen mit seinem Bruder Thomas Elmer Landvoigt in einem Streichquartett.